# Prêmio Miguel de Cervantes
O Prémio Miguel de Cervantes, para além de ser uma homenagem ao escritor mais famoso de Espanha, é um dos galardões literários mais importantes da língua espanhola. Este prémio, que foi instituído pelo Ministério da Educação e Cultura de Espanha em 1976, nasce da importância que este autor tem na cultura e literatura espanholas. Premeia e reconhece anualmente os autores hispanófonos, garantindo-lhes desta forma o êxito e reconhecimento internacional. A este galardão está inerente o prestígio e propagação da língua espanhola. Este prémio é concedido anualmente, de forma a homenagear um dos autores de maior destaque da língua espanhola, numa cerimónia solene presidida pelo rei Juan Carlos, no dia 23 de Abril de cada ano, na Universidade de Alcalá . O vencedor recebe 125 000 euros.

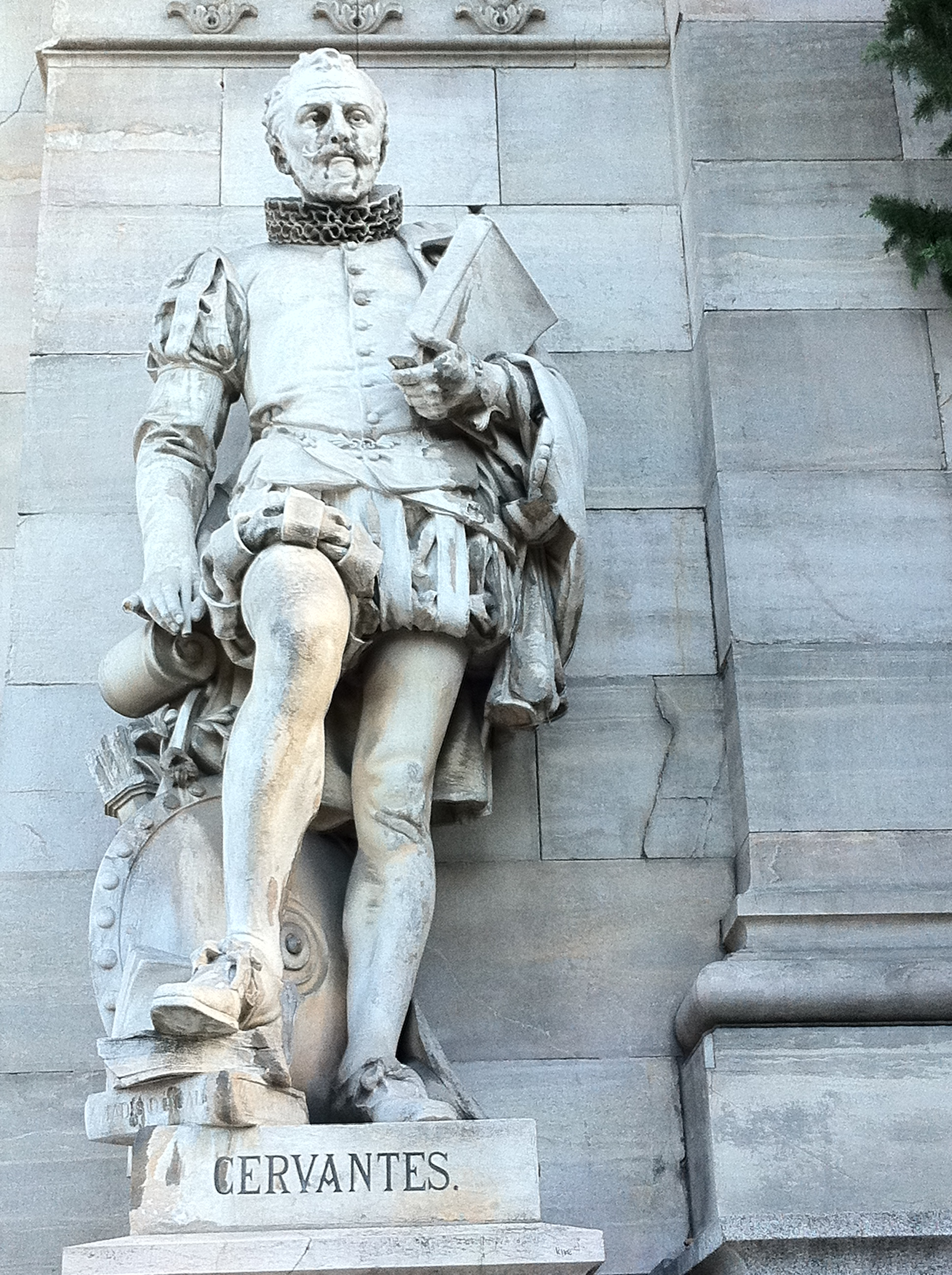
Estátua de Miguel de Cervantes na Biblioteca Nacional de Madrid

## História
A origem do prémio Cervantes remonta ao ano de 1971, quando o ministro da informação e do turismo, Alfredo Sanchez Bella propôs a sua criação. O ministro criou este prémio com o intuito de que se tornasse uma réplica hispânica do Nobel da literatura. No entanto, os moldes foram reformulados em 1975 com o objetivo de honrar uma obra literária completa, e só foi concedido pela primeira vez em 1976.O eleito, foi Jorge Guillén, poeta exilado desde 1938 por ter sido adversário do regime de Franco. Na história deste prémio, figuram autores de todos os géneros literários como: poetas, novelistas, ensaístas e dramaturgos.

## Escolha dos Candidatos
Pode ser proposto a votação qualquer escritor(a) cuja obra literária esteja escrita
totalmente (ou uma parte essencial) na língua castelhana. As Academias de Língua Espanhola, os autores premiados em edições anteriores e todas as
instituições que estão vinculadas à literatura castelhana podem propor candidatos. Desde a eleição de 2008, a composição do jurado segue um novo modelo que prevê e existência de um maior número de membros designados por entidades de carácter eletivo.

## A composição do júri inclui
- Os dois últimos galardoados com o Prémio de Literatura em Língua Castelhana Miguel de Cervantes;
- Um membro da Real Academia Espanhola;
- Um membro de uma das Academias Ibero-americanas de língua espanhola;
- Quatro personalidades do mundo académico, universitário e literário, de prestígio reconhecido, propostos, respetivamente, pelo(s):
- Conferência de Redatores das Universidades Espanholas
- União de Universidades da América Latina
- Diretor do Instituto Cervantes
- Ministro da Cultura

- Dois membros elegidos entre representantes de suplementos diários propostos, respetivamente, pela:
- Federação de Associações de Jornalistas de Espanha

- Sociedade Interamericana de Imprensa: Um representante ou membro proposto pela Associação Internacional de Hispanistas, que seja de nacionalidade não espanhola nem ibero-americana.
De forma a poder ser formado um júri equilibrado, cada uma das entidades deverá propor dois membros representantes, homem e mulher, dentre os quais a Direção Geral de Política e Indústrias Culturais e do Livro designará para manter a dita igualdade.
Não podem fazer parte do júri aqueles que tenham participado, da mesma forma, em convocatórias anteriores, à exceção daqueles que façam parte do mesmo como galardoados em anos anteriores.
No ato de constituição do júri, os mesmos elegerão, entre eles, o Presidente.
Nas votações, que se efetuam mediante voto secreto, só são tidos em conta os votos
emitidos por membros do júri que assistam pessoalmente às reuniões.

## Curiosidades
Desde o início da atribuição do prémio Cervantes, as mulheres estão em muito menor número que os homens. Na totalidade, são quatro as mulheres vencedoras do galardão máximo da literatura de língua espanhola.

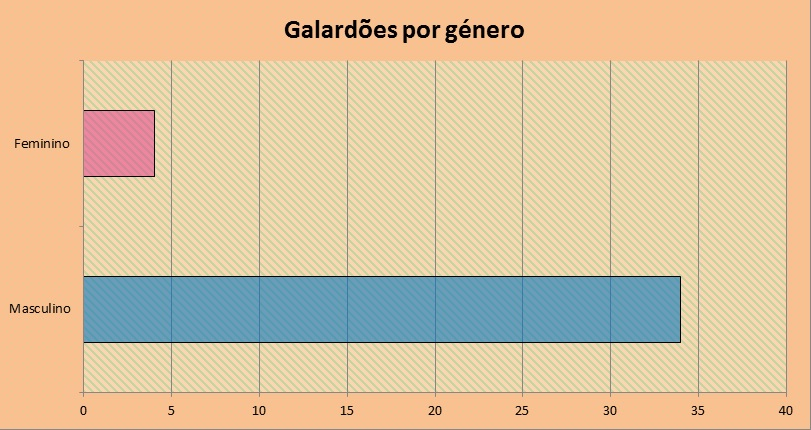
Gráfico da distinção entre géneros

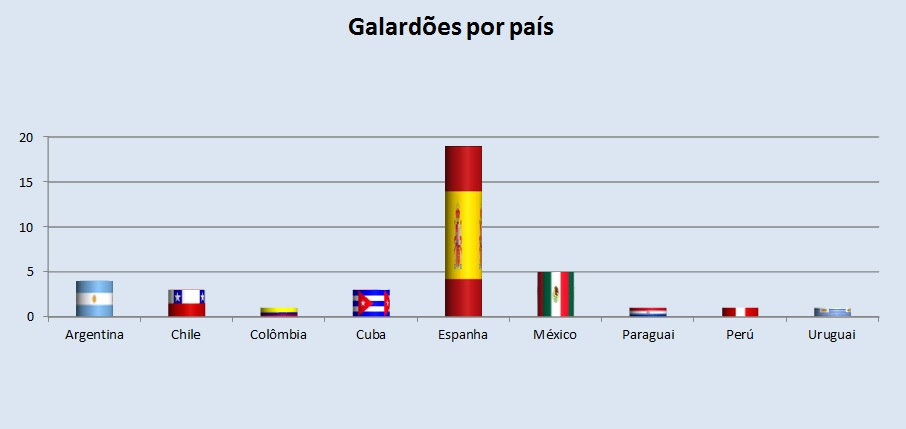
Relação Prémio-Países

## A cerimónia da entrega do prémio
A cerimónia tem lugar na Sala do Paraninfo da  Universidade de Alcalá de Henares, declarada pela Unesco como Património da Humanidade. Depois de se ouvir o hino nacional espanhol, o rei Juan Carlos, entrega a medalha e a escultura ao galardoado, que o confirma como premiado. De seguida, o distinguido com o prémio Cervantes, pronuncia um discurso de agradecimento, para além de referir a sua obra e a do próprio Cervantes.

## Relevância do prémio
O prémio Miguel Cervantes é uma forma de o estado espanhol reconhecer os seus escritores, enriquecendo o legado literário hispânico. Por outro lado,divulga a língua materna, a fim de a consolidar como um importante instrumento de trabalho,de socialização e divulgação da cultura hispânica, destacando-se assim de outras línguas. É também um ótimo mecanismo  de publicitação das obras vencedoras, conseguindo assim aumentar o volume de vendas de livros em todo o mundo. Ao promover o estudo e aprendizagem da língua espanhola, esta torna-se mais valorizada, mais divulgada, expandindo-se por outros recantos do globo.Por outro lado,os autores vêem as suas obras serem difundidas internacionalmente e os seus nomes reconhecidos, não só nos países de língua espanhola mas também junto de outros países, mesmo não sendo hispanófonos. Além disso,  cada autor espanhol está inserido num contexto económico, político e sociocultural consequentemente, as suas obras refletem esses contextos, promovendo assim a cultura espanhola, bem como os seus valores, a sua história e o seu pensamento.

## Lista dos vencedores
| Ano  | Autor                                                                               | Nacionalidade | Discurso de aceitação |
| ---- | ----------------------------------------------------------------------------------- | ------------- | --------------------- |
| 1976 | Jorge Guillén (1893–1984)                                                           | Espanha       |                       |
| 1977 | Alejo Carpentier (1904–1980)                                                        | Cuba          |                       |
| 1978 | Dámaso Alonso (1898–1990)                                                           | Espanha       |                       |
| 1979 | Jorge Luis Borges (1899–1986)[1]                                                    | Argentina     |                       |
| 1979 | Gerardo Diego (1896–1987)[2]                                                        | Espanha       |                       |
| 1980 | Juan Carlos Onetti (1909–1994)                                                      | Uruguai       |                       |
| 1981 | Octavio Paz (1914–1998)                                                             | México        |                       |
| 1982 | Luis Rosales (1910–1992)                                                            | Espanha       |                       |
| 1983 | Rafael Alberti (1902–1999)                                                          | Espanha       |                       |
| 1984 | Ernesto Sabato (1911–2011)                                                          | Argentina     |                       |
| 1985 | Gonzalo Torrente Ballester (1910–1999)                                              | Espanha       |                       |
| 1986 | Antonio Buero Vallejo (1916–2000). Prémio Nacional das Letras Espanholas em 1996.   | Espanha       |                       |
| 1987 | Carlos Fuentes (1928–2012)                                                          | México        |                       |
| 1988 | María Zambrano (1904–1991)                                                          | Espanha       |                       |
| 1989 | Augusto Roa Bastos (1917–2005)                                                      | Paraguai      |                       |
| 1990 | Adolfo Bioy Casares (1914–1999)                                                     | Argentina     |                       |
| 1991 | Francisco Ayala (1906–2009). Prémio Nacional das Letras Espanholas em 1988.         | Espanha       |                       |
| 1992 | Dulce María Loynaz (1902–1997)                                                      | Cuba          |                       |
| 1993 | Miguel Delibes (1920–2010). Prémio Nacional das Letras Espanholas em 1991.          | Espanha       |                       |
| 1994 | Mario Vargas Llosa (1936)                                                           | Peru          |                       |
| 1995 | Camilo José Cela (1916–2002)                                                        | Espanha       |                       |
| 1996 | José García Nieto (1914–2001)                                                       | Espanha       |                       |
| 1997 | Guillermo Cabrera Infante (1929–2005)                                               | Cuba          |                       |
| 1998 | José Hierro (1922–2002). Prémio Nacional das Letras Espanholas em 1990.             | Espanha       |                       |
| 1999 | Jorge Edwards (1931-2023)                                                           | Chile         |                       |
| 2000 | Francisco Umbral (1932–2007). Prémio Nacional das Letras Espanholas em 1997.        | Espanha       |                       |
| 2001 | Álvaro Mutis (1923–2013)                                                            | Colômbia      |                       |
| 2002 | José Jiménez Lozano (1930-2020). Prémio Nacional das Letras Espanholas em 1992.     | Espanha       |                       |
| 2003 | Gonzalo Rojas (1917–2011)                                                           | Chile         |                       |
| 2004 | Rafael Sánchez Ferlosio (1927–2019). Prémio Nacional das Letras Espanholas em 2009. | Espanha       |                       |
| 2005 | Sergio Pitol (1933-2018)                                                            | México        |                       |
| 2006 | Antonio Gamoneda (1931)                                                             | Espanha       |                       |
| 2007 | Juan Gelman (1930–2014)                                                             | Argentina     |                       |
| 2008 | Juan Marsé (1933-2020)[3]                                                           | Espanha       |                       |
| 2009 | José Emilio Pacheco (1939–2014)[4]                                                  | México        |                       |
| 2010 | Ana María Matute (1925–2014). Prémio Nacional das Letras Espanholas em 2007.[5]     | Espanha       |                       |
| 2011 | Nicanor Parra (1914–2018)                                                           | Chile         |                       |
| 2012 | José Manuel Caballero Bonald (1926). Prémio Nacional das Letras Espanholas em 2005. | Espanha       |                       |
| 2013 | Elena Poniatowska (1932).                                                           | México        |                       |
| 2014 | Juan Goytisolo (1931–2017). Prémio Nacional das Letras Espanholas em 2008.          | Espanha       |                       |
| 2015 | Fernando del Paso (1935-2018).                                                      | México        |                       |
| 2016 | Eduardo Mendoza (1943).                                                             | Espanha       |                       |
| 2017 | Sergio Ramírez (1942).                                                              | Nicarágua     |                       |
| 2018 | Ida Vitale (1923).                                                                  | Uruguai       |                       |
| 2019 | Joan Margarit (1938-2021).                                                          | Espanha       |                       |
| 2020 | Francico Brines (1932-2021).                                                        | Espanha       |                       |
| 2021 | Cristina Peri Rossi (1941).                                                         | Uruguai       |                       |
| 2022 | Rafael Cadenas (1930).                                                              | Venezuela     | [6]                   |
| 2023 | Luis Mateo Díez (1942).                                                             | Espanha       |                       |
| 2024 | Álvaro Pombo (1939).                                                                | Espanha       |                       |